# Eduard Nikolàiev
Eduard Valentínovitx Nikolàiev (nascut a Nàberejnie Txelní - Rússia el 21 d'agost de 1984) és un pilot de Ral·li rus, especialitzat en ral·li raid, vencedor del Ral·li Dakar en categoria camions el 2013, i també el 2017.

## Trajectòria
Nikoláiev va començar la seva carrera al Dakar el 2006 com a mecànic de Sergey Reshetnikov a Kamaz, acabant en la 18a posició de la classificació general; l'any següent integrà la tripulació liderada per Ilgizar Mardeev, finalitzant en un segon lloc, a tres hores de diferència del guanyador, el pilot neerlandès Hans Stacey en un camió Iveco.
Per a les dues edicions següents va integrar la tripulació del múltiple campió Vladímir Txagin, acabant segon a la general el 2009 per un marge de menys de quatre minuts darrere de Firdaus Kabirov, l'altre conductor de Kamaz. El 2010 sempre amb Txagin s'alçà amb la victòria a la general, aconseguint 9 victòries d'etapa, xifra rècord en el Dakar.
Amb l'allunyament de l'activitat de Vladímir Txagin i de Firdaus Kabirov, se li van obrir les portes per obtenir un volant titular en l'equip Kamaz. El 2011 assoleix un tercer lloc a la general, per finalment alçar-se amb la victòria en l'edició de 2013, per un marge de 37 minuts sobre els seus companys d'equip Airat Mardéiev i Andrei Karguínov. El 2017 va guanyar novament el Dakar.

## Palmarès al Ral·li Dakar
| Any  | Categoria | Model         | Pos.     |
| ---- | --------- | ------------- | -------- |
| 2011 | Camió     | KamAZ 4326 VK | 3r       |
| 2012 | Camió     | KamAZ 4326 VK | Abandona |
| 2013 | Camió     | KamAZ 4326 VK | 1r       |
| 2014 | Camió     | KamAZ 4326 VK | 3r       |
| 2015 | Camió     | KamAZ 4326 VK | 2n       |
| 2016 | Camió     | KamAZ 4326 VK | 7è       |
| 2017 | Camió     | KamAZ 4326 VK | 1r       |